# Heidi Friedrich

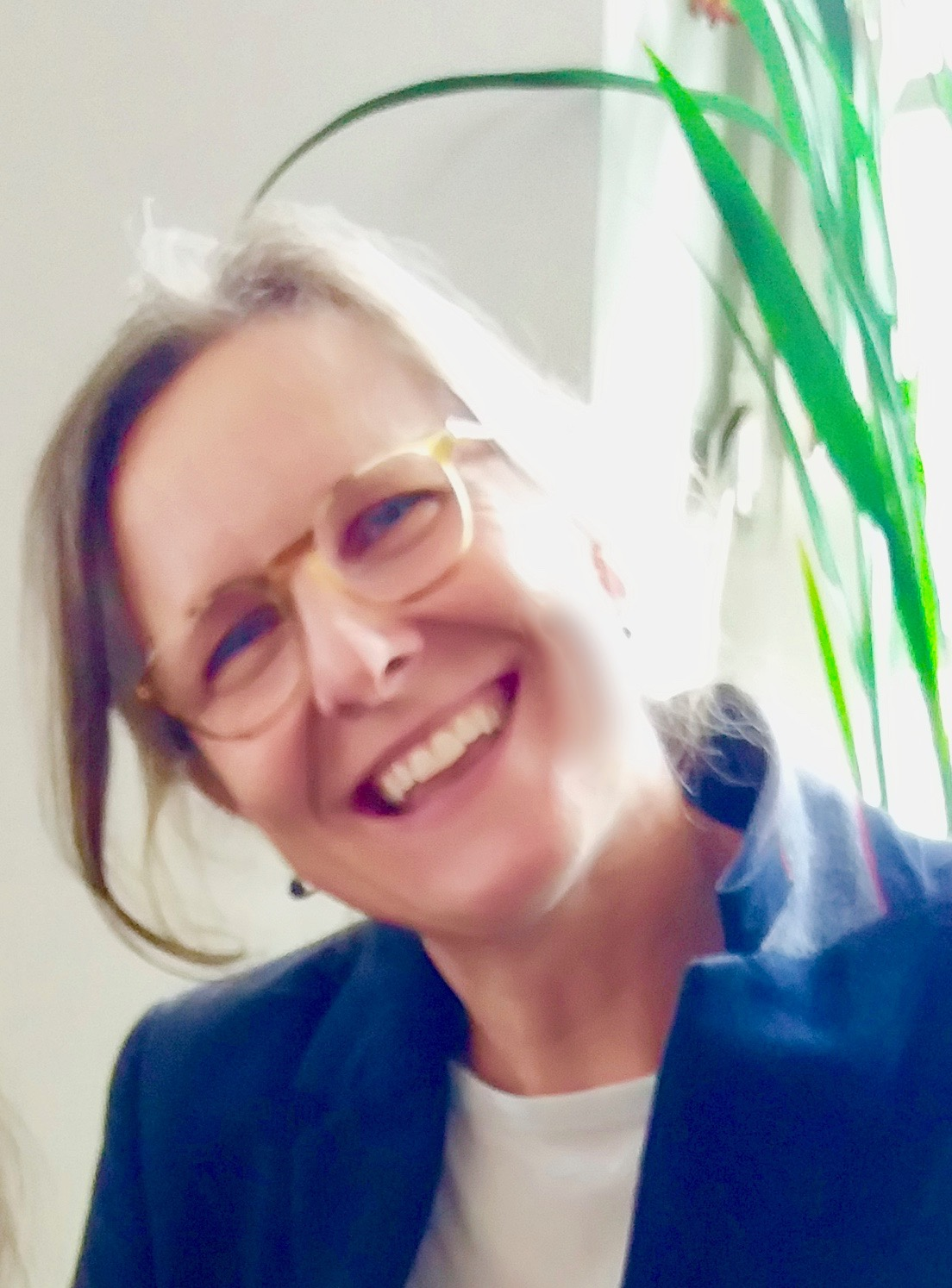
Heidi Friedrich

Heidi Friedrich (* 1970 in Sigmaringen) ist eine deutsche Journalistin und Autorin.

## Leben
Heidi Friedrich studierte Volkswirtschaftslehre mit Schwerpunkt Regionalstudien Anglo-Amerika, Englisch und Geschichte an der Universität Tübingen sowie Journalismus in Mainz. Als Erasmus-Stipendiatin studierte sie zudem European Studies am Trinity College in Dublin, wo sie auch als Tutorin tätig war. Sie lebte zudem in London und Aix-en-Provence.
In New York war sie als Korrespondentin für den Vorwärts tätig. Dort wurde sie Mitglied am Oskar-Maria-Graf-Stammtisch. In Zürich war sie stellvertretende Marketing Director bei dem Managementberatungsunternehmen Boston Consulting Group. Sie schrieb außerdem für das Managermagazin Think:act, das von der Unternehmensberatung Roland Berger Strategy Consultants herausgegeben wird.
Als Journalistin schreibt sie für mehrere deutsche Tageszeitungen, Zeitschriften und Online-Medien, unter anderem für Spiegel online, Zeit Online, Berliner Zeitung, Welt am Sonntag, Freundin, Schwäbische Zeitung und Jüdische Allgemeine. Sie berichtete zudem für die Financial Times Deutschland und veröffentlichte Artikel unter anderem bei Geo, Frankfurter Allgemeine Zeitung, Süddeutsche Zeitung, Focus online, Eltern sowie im Kölner Stadt-Anzeiger. Seit 2019 ist sie vor allem als Buch-Autorin tätig. Ihr Buch Klangwunder mit dem Oboisten Albrecht Mayer stand 2022 auf der Spiegel-Bestsellerliste. In diesen Memoiren beschreiben die Autoren, wie der Musiker sein Stottern mit der Hilfe von Musik überwinden konnte.
Sie ist Mitglied der christlichen Künstlergemeinschaft Das Rad.

## Bücher
- mit Susanne Panter: Aus den Augen, doch im Herzen. Piper 2020, ISBN 978-3-492-31560-9
- mit Albrecht Mayer: Klangwunder. Adeo 2022, ISBN 978-3-86334-345-3. (Spiegel-Bestseller)
- mit Beate und Ulrich Heinen: Wenn Nonne & Mönch die Liebe finden. Bonifatius 2023, ISBN 978-3-10-033182-3
- mit Sara Langhirt: Beautiful Soul. Adeo 2023, ISBN 978-3-86334-359-0
- mit Cordula Pflaum: „Guten Tag, hier spricht Ihre Kapitänin“. Goldmann 2024, ISBN 978-3442143023
- mit Ken Stornes: Mein Leben als letzter Wikinger. Mosaik 2025, ISBN 978-3-442-39444-9
- mit Albrecht Mayer: The Wonder of Sound. Caritatebooks 2025, ISBN 978-1-9151981-5-0